# Сэнчжао
Сэнчжао (кит. 僧肇), мирская фамилия Чжан (кит. 张), (384, Цзинчжао (современный Сиань) — 414) — буддийский философ. Сведения о жизни Сэнчжао содержатся в «Гао сэн чжуань» («Жизнеописание высоких монахов»).
Родился в бедной семье, учился по книгам, взятым взаймы и для переписывания. В молодости увлекался учениями Лао-цзы и Чжуан-цзы. Когда принял постриг, то отправился на Запад, где учился у Кумарадживы, помогая ему в переводческой работе. Один из ведущих представителей «учения о праджне».
Основные сочинения: сборник «Чжао лунь» («Высказывания Чжао»), «Вэймоцзе цзин чжу» («Комментарии к „Вималакирти сутре“») и др.